# Inmigración en Brasil

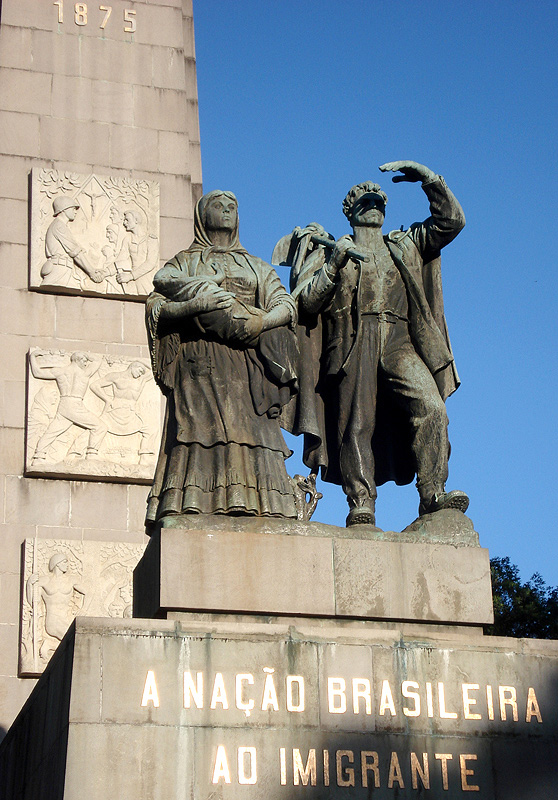
Monumento Nacional al Inmigrante, en Caxias do Sul.

La inmigración en Brasil se refiere a los movimientos de población no residentes en Brasil, hacia el país. Desde la colonia, la inmigración ha sido un factor demográfico muy importante en la composición, estructura e historia de la población humana del territorio brasileño, con todos sus factores y consecuencias que asisten en la cultura, la economía, la educación, las cuestiones raciales, etc. Brasil ha recibido uno de los mayores números de inmigrantes en el hemisferio occidental, junto con los Estados Unidos, Canadá y Argentina.

## Historia

### Colonización portuguesa de Brasil
El primer europeo en llegar al territorio que hoy conocemos como Brasil fue el español Vicente Yáñez Pinzón, quien avistó tierra el día 26 de enero del año 1500 y llegó a la actual región de Cabo de San Agustín (Pernambuco), para realizar luego una primera exploración por la desembocadura del Amazonas. Este viaje se ve reflejado en los Pleitos Colombinos. En cambio, para la historiografía portuguesa, el descubridor fue Pedro Álvares Cabral (22 de abril de 1500), quien tomará "oficialmente" el territorio en nombre de su país. Dando inicio a la inmigración europea en el actual territorio brasileño.
| Estimación de la migración portuguesa hacia Brasil | Estimación de la migración portuguesa hacia Brasil | Estimación de la migración portuguesa hacia Brasil | Estimación de la migración portuguesa hacia Brasil | Estimación de la migración portuguesa hacia Brasil |
| -------------------------------------------------- | -------------------------------------------------- | -------------------------------------------------- | -------------------------------------------------- | -------------------------------------------------- |
| Período                                            | 1500-1700                                          | 1701-1760                                          | 1808-1817                                          |                                                    |
| Cantidad                                           | 100.000                                            | 600.000                                            | 24.000                                             |                                                    |

A partir del siglo XVIII, la inmigración portuguesa en Brasil alcanza cifras jamás vistas antes. Los factores para ese alto crecimiento fueron: el descubrimiento de oro en Minas Gerais, la super población de Portugal y el gran desarrollo de las técnicas de transporte marítimo. Ya a comienzos del siglo XVIII las minas de oro se habían convertido en la primera fuente económica de la colonia.
A comienzos del siglo XIX, huía a Brasil la Familia Real Portuguesa, estableciéndose en Río de Janeiro, en 1808, luego de la invasión de Napoleón. Llegaron a Brasil en aquel año 15 000 nobles y personas de la alta sociedad portuguesa.

### La llegada de esclavos africanos
| Entrada de esclavos africanos en Brasil | Entrada de esclavos africanos en Brasil | Entrada de esclavos africanos en Brasil | Entrada de esclavos africanos en Brasil | Entrada de esclavos africanos en Brasil |
| --------------------------------------- | --------------------------------------- | --------------------------------------- | --------------------------------------- | --------------------------------------- |
| Período                                 | 1500-1700                               | 1701-1760                               | 1761-1829                               | 1830-1855                               |
| Cantidad                                | 510.000                                 | 958.000                                 | 1.720.000                               | 618.000                                 |

Con la esclavitud negra, iniciada en la segunda mitad del siglo XVI, varios millones de africanos de la Costa Occidental de África fueron llevados a Brasil, hasta que el tráfico de esclavos fue prohibido, en 1850 con la ley Euzébio de Queiroz.
Se estima en alrededor de 4 millones los esclavos africanos que llegaron a Brasil entre 1500 y 1855, la mayor parte de los cuales llegaron a partir del siglo XVIII. De acuerdo a la Encuesta Nacional de Vivienda llevada a cabo en 2008 en Brasil, sus descendientes alcanzarían hoy unas 85 millones de personas, un 44% de la población brasileña, incluyendo a todo el segmento pardo.
La independencia fue proclamada el 7 de septiembre de 1822 por el hijo del rey de Portugal. Don Pedro I estableció una monarquía constitucional, de economía basada en el trabajo esclavista. Durante el siglo XIX la mano de obra esclava fue gradualmente sustituida por inmigrantes europeos, sobre todo italianos.

### La población brasileña antes de la inmigración

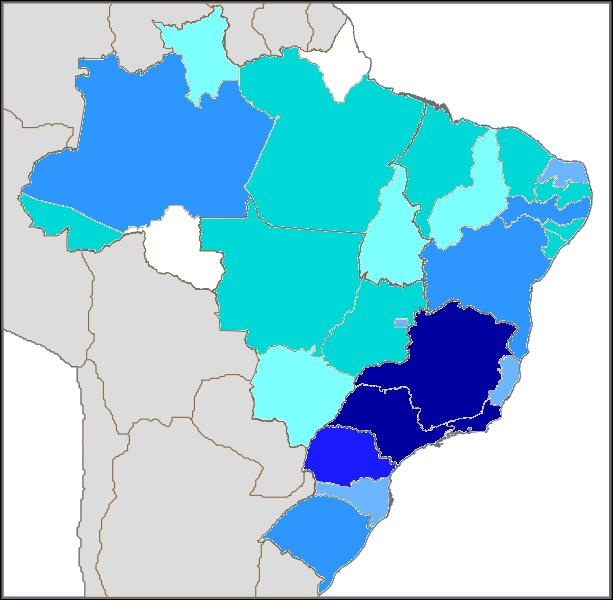
Total de personas extranjeras autorizadas para trabajar en Brasil por estado en 2009.

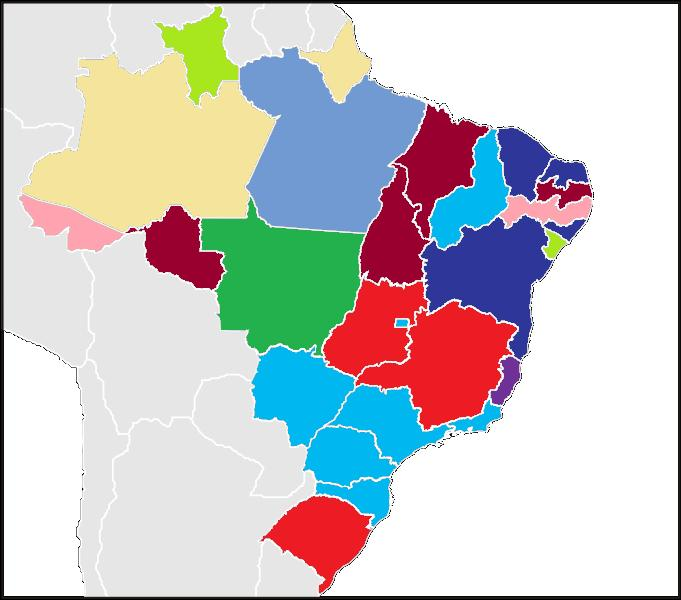
Gente autorizada para trabajar en Brasil por origen en 2009. Organizado por mayores ascendencias.
Estadounidenses
Italianos
Portugueses
Chinos
Españoles
Cubanos
Ingleses
Alemanes
Franceses
Japoneses

Cuando Brasil fue descubierto como una nueva tierra en el Nuevo Mundo por los portugueses en 1500, su población nativa estaba compuesta de alrededor de 2,4 millones de amerindios cuyos antepasados habían vivido allí durante los últimos 15.000 a 20.000 años. Durante las tres décadas posteriores, el país permaneció escasamente poblado por europeos. Entre esos pocos colonos, principalmente portugueses, la mayoría eran renegados, criminales desterrados de Portugal, náufragos o marineros amotinados. Se integraron en las tribus locales, utilizando su tecnología superior para alcanzar posiciones privilegiadas entre ellos.

## La gran ola migratoria europea
Después de su independencia, Brasil comenzó a atraer un mayor número de inmigrantes europeos, en el marco de una política manifiesta de Branqueamento. Esto ocurrió particularmente después de 1850, como resultado del fin de la trata de esclavos en el Atlántico y la expansión de las plantaciones de café en la región de São Paulo.
El boom de la inmigración se produjo entre mediados del siglo XIX y mediados del siglo XX, cuando cerca de cinco millones de europeos emigraron a Brasil, la mayoría de ellos italianos, portugueses, alemanes, españoles, polacos, lituanos, ucranianos, y judíos askenazíes. Desde 1877 a 1903, 1.927.992 inmigrantes entraron en Brasil, a un promedio anual de 71.000 personas. El pico se produjo en 1891, cuando 215 239 europeos llegaron. El período se caracterizó por una intensa inmigración de italianos (58%) y una disminución en la participación de los portugueses (20%).
Después de la Primera Guerra Mundial, los portugueses fueron una vez más el principal grupo de inmigrantes, seguidos por los españoles, los italianos y los alemanes, llegados sobre todo durante la República de Weimar, debido a la pobreza y el desempleo provocados por la Primera Guerra Mundial.
Entre 1914 y 1918 la entrada de inmigrantes de otras nacionalidades aumentó, por ejemplo provenientes de Polonia, Rusia y Rumania. Aumentó también la cantidad de judíos y de inmigrantes del medio oriente (sirios y libaneses).
Se estima que, durante el período 1821-1932, Brasil recibió 5 536 000 inmigrantes europeos. Inmigrantes de diversas procedencias entraron en gran cantidad en Brasil hasta la década de 1930, cuando el presidente Getúlio Vargas decidió limitar la entrada de extranjeros en el país.
| Inmigración para Brasil, por nacionalidad, por décadas de 1884-1893, 1924-1933 y 1945-1949 Fuente: Instituto Brasileiro de Geografía e Estatística (IBGE) |           |           |           |           |           |           |           |           |
| | Década    |           |           |           |           |           |           |           |
| Nacionalidad | 1884-1893 | 1894-1903 | 1904-1913 | 1914-1923 | 1924-1933 | 1945-1949 | 1950-1954 | 1955-1959 |
| Alemanes | 22.778    | 6.698     | 33.859    | 29.339    | 61.723    | 5.188     | 12.204    | 4.633     |
| Españoles | 113.116   | 102.142   | 224.672   | 94.779    | 52.405    | 4.092     | 53.357    | 38.819    |
| Italianos | 510.533   | 537.784   | 196.521   | 86.320    | 70.177    | 15.312    | 59.785    | 31.263    |
| Japoneses | -         | -         | 11.868    | 20.398    | 110.191   | 12        | 5.447     | 28.819    |
| Portugueses | 170.621   | 155.542   | 384.672   | 201.252   | 233.650   | 26.268    | 123.082   | 96.811    |
| Sírios y Libaneses | 96        | 7.124     | 45.803    | 20.400    | 20.400    | N/A       | N/A       | N/A       |
| Otros | 66.524    | 42.820    | 109.222   | 51.493    | 164.586   | 29.552    | 84.851    | 47.599    |
| Total | 883.668   | 852.110   | 1.006.617 | 503.981   | 713.132   | 80.424    | 338.726   | 247.944   |

## Inmigración después de la Segunda Guerra Mundial
Después de la Segunda Guerra Mundial, la inmigración europea se redujo en gran medida, aunque desde 1931 hasta 1963 1,1 millones de inmigrantes entraron en Brasil, en su mayoría portugueses. A mediados del decenio de 1970, muchos portugueses emigraron a Brasil después de producirse la independencia de las colonias africanas de Angola, Mozambique y Guinea Bissau. También algunos portugueses emigraron desde Macao, debido al régimen dictatorial estricto.
A partir de la década de 1970, se observa un incremento en la entrada de inmigrantes procedentes de Corea del Sur, China, Taiwán, Bolivia, Perú, Paraguay y de países africanos de habla portuguesa. En la actualidad, debido a las últimas crisis mundiales y a la prosperidad de su economía, Brasil ha vuelto a recibir inmigrantes de varios países diferentes como: España, Portugal, Haití, Argentina, Colombia, Venezuela, Bolivia, Paraguay y de varios países africanos de habla no portuguesa.

### Estimación actual
En la siguiente tabla se enumera el número de inmigrantes actuales en Brasil por procedencia:
| Posición | País           | Número    | Año  |
| -------- | -------------- | --------- | ---- |
| 1        | Venezuela      | 626 900   | 2024 |
| 2        | Haití          | 169 489   | 2022 |
| 3        | Bolivia        | 140 544   | 2022 |
| 4        | Estados Unidos | 86 418    | 2022 |
| 5        | Colombia       | 81 036    | 2022 |
| 6        | Argentina      | 79 744    | 2022 |
| 7        | China          | 66 380    | 2022 |
| 8        | Uruguay        | 50 512    | 2022 |
| 9        | Perú           | 49 412    | 2022 |
| 10       | Paraguay       | 48 501    | 2022 |
| 11       | Portugal       | 47 675    | 2022 |
| 12       | Francia        | 44 589    | 2022 |
| 13       | Alemania       | 40 980    | 2022 |
| 14       | Italia         | 40 433    | 2022 |
| 15       | Cuba           | 35 602    | 2022 |
| 16       | España         | 33 200    | 2022 |
| 17       | Filipinas      | 30 368    | 2022 |
| 18       | Japón          | 29 793    | 2022 |
| 19       | Reino Unido    | 24 662    | 2022 |
| 20       | India          | 23 912    | 2022 |
| 21       | México         | 22 656    | 2022 |
| 22       | Angola         | 21 377    | 2022 |
| 23       | Corea del Sur  | 21 143    | 2022 |
| 24       | Chile          | 20 650    | 2022 |
| 25       | Países Bajos   | 11 266    | 2022 |
| 26       | Noruega        | 10 868    | 2022 |
| 27       | Ecuador        | 10 669    | 2022 |
| 28       | Senegal        | 10 071    | 2022 |
| 29       | Canadá         | 9 087     | 2022 |
| 30       | Líbano         | 8 343     | 2022 |
| 31       | Polonia        | 7 964     | 2022 |
| 32       | Rusia          | 7 781     | 2022 |
| 33       | Indonesia      | 7 301     | 2022 |
| 34       | Siria          | 6 961     | 2022 |
| 35       | Suiza          | 6 653     | 2022 |
|          | Otros países   | 653 984   | 2022 |
| TOTAL    | TOTAL          | 1 866 424 |      |